# Ficus periptera
Ficus periptera är en mullbärsväxtart som beskrevs av Ding Fang och D.H.Qin. Ficus periptera ingår i släktet fikonsläktet, och familjen mullbärsväxter. Utöver nominatformen finns också underarten F. p. hirsutula.